# Giulio Bresci
Giulio Bresci (né le 29 novembre 1921 à Prato, en Toscane et mort dans la même ville le 8 août 1998) est un coureur cycliste italien, dont la carrière se déroula dans les années 1940 jusqu'au milieu des années 1950. 

## Biographie
Professionnel de 1942 à 1955, dans diverses équipes, Giulio Bresci a notamment remporté la course Bordeaux-Grenoble (1946) et des étapes du Tour de Suisse (1947, 1948) et du Tour d'Italie (1947).

## Palmarès

### Palmarès amateur
- 1940
  - La Nazionale a Romito Magra
- 1941
  - Coppa Giulio Burci
  - Bologna-Passo della Raticosa
  - 2e de la Coppa Ciro Improta

### Palmarès professionnel
- 1946
  - Ronde de France :
    - Classement général
    - 2e et 4e étapes

  - 6e du Tour d'Italie
- 1947
  - 18e étape du Tour d'Italie
  - 4e étape du Tour de Suisse
  -  2e du Tour du Latium
  -  2e du Tour de Suisse
  - 3e du Tour d'Italie
- 1948
  - Grand Prix de l'industrie et du commerce de Prato
  - 4e étape secteur a du Tour de Romandie
  - 2e étape du Tour de Suisse
  -  2e du Tour de Suisse
  - 4e du Tour de Romandie
  - 7e du Tour d'Italie
- 1949
  - 2e du Tour de Vénétie
  - 7e du Tour d'Italie
  - 7e du Tour de Lombardie
- 1950
  - 3e du Tour de Toscane
  - 9e du Tour d'Italie
- 1951
  - 2e du Grand Prix de l'industrie et du commerce de Prato
- 1952
  -  3e du Grand Prix de l'industrie de Belmonte-Piceno
- 1953
  - 8e étape du GP Mediterranéen

## Résultats sur les grands tours

### Tour d'Italie
9 participations
- 1946 : 6e
- 1947 : 3e, vainqueur de la 18e étape
- 1948 : 7e
- 1949 : 7e
- 1950 : 9e
- 1951 : 13e
- 1952 : 37e
- 1953 : 34e
- 1954 : abandon

### Tour de France
1 participation
- 1952 : 62e